# 親衛隊中将

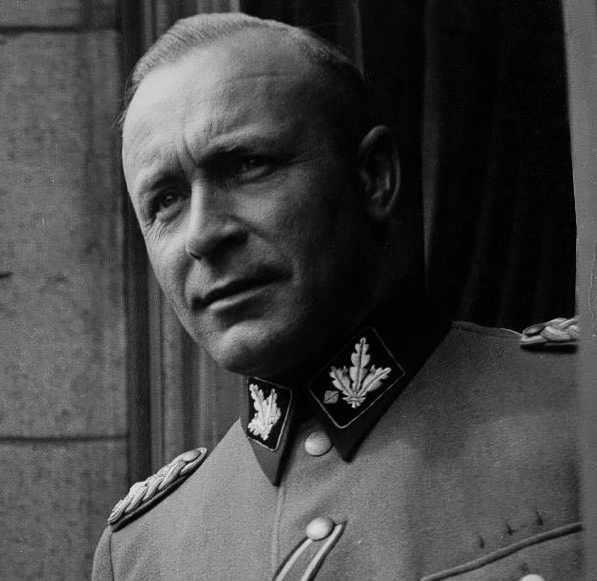
リヒャルト・ユングクラウス親衛隊中将

親衛隊中将（しんえいたいちゅうじょう）は、国家社会主義ドイツ労働者党（ナチ党）の親衛隊（SS）の階級「SS-Gruppenführer」の訳語の一つである。
「Gruppenführer」（グルッペンフューラー、直訳すると集団指導者）は親衛隊（SS）に限らず、突撃隊（SA）、国家社会主義自動車軍団（NSKK）、国家社会主義航空軍団（NSFK）といったナチス党組織に存在した階級である。ドイツ国防軍の中将（Generalleutnant）に相当する地位なので「SS中将」「SA中将」「NSKK中将」「NSFK中将」などと訳されることが多い。
米英では訳さず原文を用いるが、敢えて訳す場合には陸軍の階級呼称を利用して SS（もしくはSA,NSKK,NSFK）Lieutenant- General と訳される。

## 親衛隊（SS）
親衛隊中将（SS-Gruppenführer）は、一般親衛隊に存在した階級である。親衛隊少将（SS-Brigadeführer）の上位、親衛隊大将（SS-Obergruppenführer）の下位に位置する。
武装親衛隊はドイツ国防軍と同様に武装親衛隊中将（Generalleutnant der Waffen-SS）の位を使用していた。もっとも武装親衛隊中将（Generalleutnant der Waffen-SS）には、一般親衛隊の親衛隊中将（SS-Gruppenführer）の階級も合わせて授与されるのが通例であった。
一般親衛隊の親衛隊中将が武装親衛隊中将位を必ず所持しているとは限らなかった。武装親衛隊と関係があると認められる一般親衛隊の親衛隊中将のみ、武装親衛隊中将位が授与されていたようである。一方、警察業務にあたる一般親衛隊中将は、警察中将（Generalleutnant der Polizei）の階級を同時に所持している者が多い。一般親衛隊・武装親衛隊・警察の階級3つとも併せて所持している者も少なくはない。この三者の階級の境界はやや曖昧である。

### 階級章

襟章

襟章

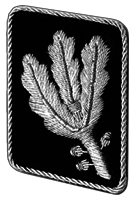
1942年4月までの襟章(一般SS/武装SS)
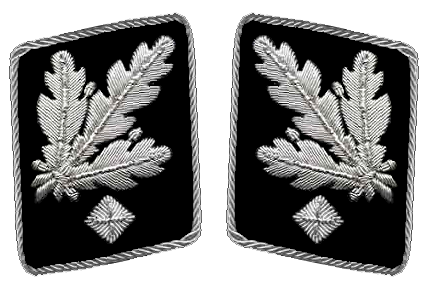
1942年-1945年までの襟章(一般SS/武装SS)
肩章(武装SS)
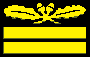
迷彩服の階級章(武装SS)

### 主なSS中将
- ヴェルナー・オステンドルフ（武装親衛隊将軍。第2SS装甲師団「ダス・ライヒ」師団長）
- オットー・オーレンドルフ（国家保安本部3局（SD国内業務）の局長。）
- リヒャルト・グリュックス（テオドール・アイケが髑髏師団を率いて出征した後、代わってナチ強制収容所の責任者となる。）
- オディロ・グロボクニク（ルブリンの親衛隊及び警察指導者。ラインハルト作戦の執行者。）
- カール・ゲープハルト（ハインリヒ・ヒムラーの主治医。人体実験に関与。）
- アルトゥル・ザイス＝インクヴァルト（名誉SS中将。元オーストリア首相。オランダ総督。）
- フリッツ・ザウケル（名誉SS中将。労働力配置総監。）
- ブルーノ・シュトレッケンバッハ（国家保安本部1局（人事局）局長。第8SS騎兵師団「フロリアン・ガイエル」師団長。）
- ユルゲン・シュトロープ（ワルシャワ・ゲットー蜂起の鎮圧者。）
- アルトゥール・ネーベ （国家保安本部5局（刑事警察）の局長。ヒトラー暗殺計画に関与して処刑。）
- ヨハン・バウア（総統アドルフ・ヒトラー専属パイロット。政府要人を運ぶパイロットから成る総統飛行隊の指揮官。）
- ゲオルク・フォン・バッセヴィッツ＝ベール伯爵（「北海」親衛隊及び警察高級指導者。）
- ルドルフ＝ヘルマン・フォン・アルフェンスレーベン（「エルベ」親衛隊及び警察高級指導者。）
- フリッツ・カッツマン（「ヴァイクセル」親衛隊及び警察高級指導者。）
- ヴィルヘルム・グリム（党第2最高裁判所々長）
- ルドルフ・バンゲルスキス（武装親衛隊ラトビア人義勇軍の指揮官。元白軍指揮官。）
- ヴァルター・シーマナ（「ドナウ」親衛隊及び警察高級指導者。）
- ヤーコプ・シュポレンベルク（「ルブリン」親衛隊及び警察指導者。）
- ヨーゼフ・フィッツトゥーム（「アルバニア」親衛隊及び警察高級指導者。）
- カール・フォン・ピュックラー＝ブルクハウス伯爵（「中央ロシア」親衛隊及び警察高級指導者。第15SS武装擲弾兵師団師団長）
- ヘルマン・フェーゲライン（第8SS騎兵師団「フロリアン・ガイエル」師団長。ヒトラーの愛人エヴァ・ブラウンの妹の夫。）
- カール・ブラント（ヒトラーの主治医）
- ヘルマン・プリース（武装親衛隊髑髏師団師団長。）
- ハインリヒ・ミュラー（国家保安本部4局（ゲシュタポ）の局長。戦後行方不明となる。）
- ハインツ・ラインファルト（「ヴァルテ」親衛隊及び警察高級指導者。ワルシャワ蜂起鎮圧戦に参加。）
- ゲルハルト・クロップファー（名誉SS中将。マルティン・ボルマンの副官。）
- ヘルムート・フリードリヒス（党官房政治本部長、マルティン・ボルマンの側近）

## 突撃隊（SA）
突撃隊中将（SA-Gruppenführer）は突撃隊（SA）に存在した階級である。突撃隊少将（SA-Brigadeführer）の上位、突撃隊大将（SA-Obergruppenführer）の下位に位置する階級である。

### 主なSA中将
- フリードリヒ・カール・フォン・エーベルシュタイン（男爵。ミュンヘンの親衛隊指導者）
- カール・エルンスト（ベルリン突撃隊の指揮官。長いナイフの夜で粛清）
- ヴィルヘルム・シュミット（Wilhelm Schmid）（ミュンヘン突撃隊の指揮官。長いナイフの夜で粛清）
- ユリウス・シュトライヒャー（フランケン大管区指導者。反ユダヤ主義新聞『デア・シュテュルマー』の発行人）
- ハンス・ハイン（Hans Hayn）（ドレスデン突撃隊の指揮官。長いナイフの夜で粛清）
- パウル・ヒンクラー（ハレ・メルゼブルク大管区指導者、ゲシュタポ局長）
- カール・ホルツ（Karl Holz）（フランケン大管区指導者）

## 国家社会主義自動車軍団（NSKK）
国家社会主義自動車軍団中将（NSKK-Gruppenführer）は国家社会主義自動車軍団（NSKK）に存在した階級である。国家社会主義自動車軍団少将（NSKK-Brigadeführer）の上位、国家社会主義自動車軍団大将（NSKK-Obergruppenführer）の下位に位置する階級である。

### 階級章
- 襟章

### 主なNSKK中将
- アルベルト・ボルマン（総統官房第Ⅰ局長。党官房長マルティン・ボルマンの弟）

## 国家社会主義航空軍団（NSFK）
国家社会主義航空軍団中将（NSFK-Gruppenführer）は国家社会主義航空軍団（NSFK）に存在した階級である。国家社会主義航空軍団少将（NSFK-Brigadeführer）の上位、国家社会主義航空軍団大将（NSFK-Obergruppenführer）の下位に位置する階級である。

### 階級章
- 襟章

### 主なNSFK中将
- ヘルマン・ゲーリング（空軍総司令官）
- アルトゥール・グライザー（ヴァルテラント大管区指導者）